# 3-하이드록시벤조산
3-하이드록시벤조산(영어: 3-hydroxybenzoic acid)은 모노하이드록시벤조산의 일종이다.

## 제조
3-하이드록시벤조산은 210 – 220°C 사이에서 3-설포벤조산의 알칼리 융합으로 제조될 수 있다.

## 자연적인 생성
3-하이드록시벤조산은 향료에 사용되는 성숙한 아메리카비버(Castor canadensis)와 유럽비버(Castor fiber)의 피마자 주머니에서 나오는 삼출물인 해리향의 구성 성분이다.
3-하이드록시벤조산은 또한 슈도모나스 종에 의해 3-클로로벤조산으로부터 생성될 수도 있다.
3-하이드록시벤조산은 파인애플에서도 발견할 수 있다.

## 같이 보기
- 2-하이드록시벤조산 (살리실산)
- 4-하이드록시벤조산
- 모노하이드록시벤조산